# Traunstein

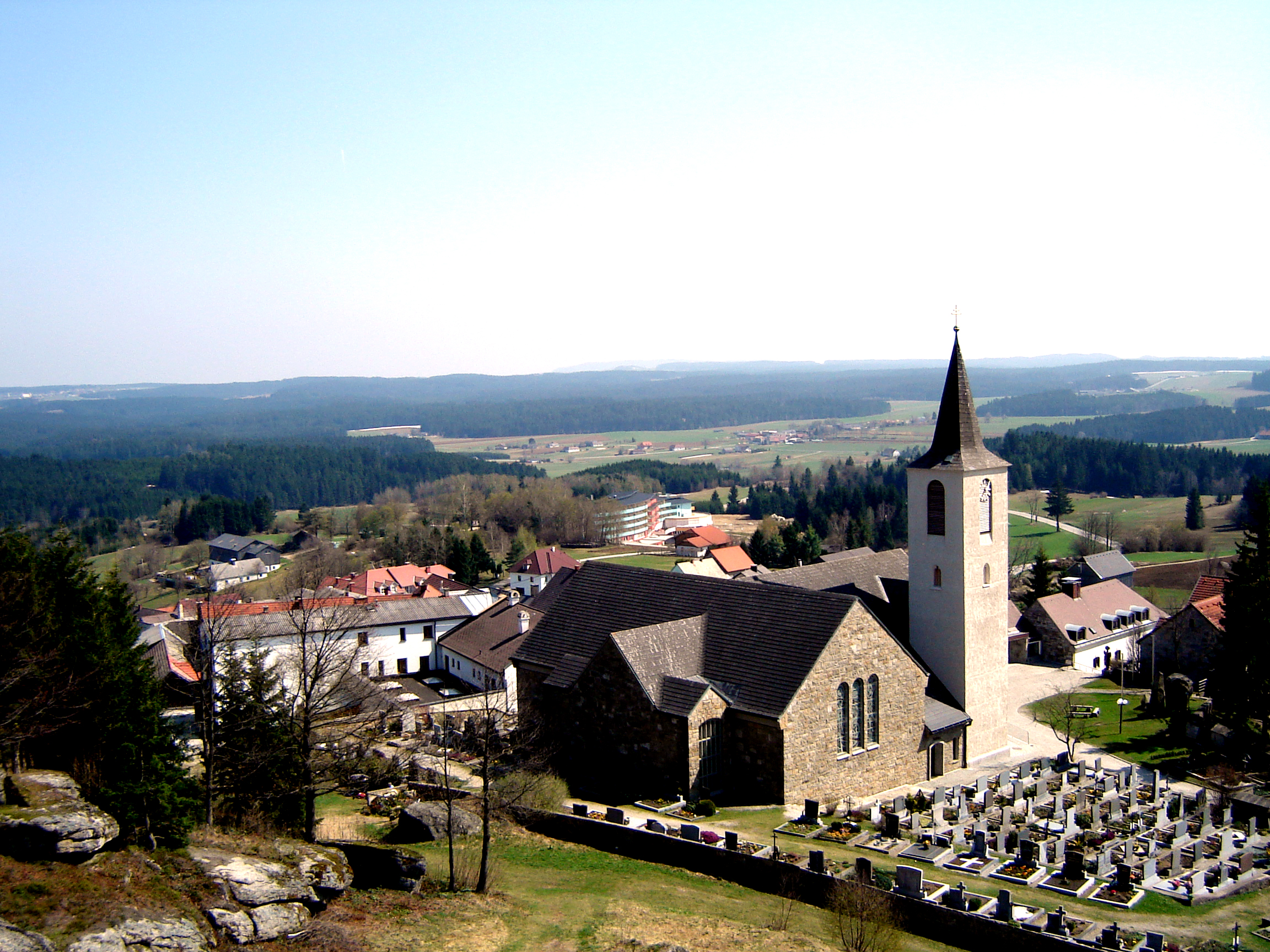
Traunstein

Traunstein este un oraș din districtul Traunstein, regiunea administrativă Bavaria Superioară, landul Bavaria, Germania.